# Уошо (шимпанзе)
Уошо (англ. Washoe ; 1965 — 30 жовтня 2007) — перша шимпанзе, яку навчили амслену — американській жестовій мові — в рамках експерименту з вивчення засвоєння мови у тварин. Її вдалося навчити приблизно 350 знаків.

## Експеримент
Експеримент було розпочато в червні 1966 року Алленом і Беатріс Гарднер в Університеті Невади, Рено, коли в їхній лабораторії з'явилася шимпанзе, вік якої визначили в 8-14 місяців, судячи з її маси та стану зубів. Їй дали ім'я Уошо (англ. Washoe) на честь округу Уошо, де розташовувався Університет Невади :665. Пізніше Уошо було переведено до Університету Оклахоми під опіку Роджера Фоутса.
Уошо було вирощено в умовах, наближених до виховання дітей людини. Гарднери і Фоутс при взаємодії з Уошо намагалися використовувати лише жестову мову, щоб створити найбільш комфортні умови вивчення мови.
Через кілька років експерименту вчені помітили, що Уошо могла навчатися нових жестів без застосування методів оперантного обумовлення, лише спостерігаючи за людьми. Більше того, вони звернули увагу на те, що негайні винагороди перешкоджають навчанню та відволікають шимпанзе.
Наприкінці 22 місяців перебування в лабораторії Уошо вивчила понад 30 жестів, а до кінця навчання знала близько 350 жестів. Щоб жест вважався засвоєним, вона мала використовувати його самостійно і доречним чином протягом 14 послідовних днів.
Коли в Уошо народилося дитинча (згідно з іншим джерелом, це був її прийомний син :88), то він почав вчитися жестам, спостерігаючи не за людьми, а за іншими мавпами, при цьому Уошо допомагала йому правильно показувати руками жести- символи.

## Фільми
В 1973 Аллен і Беатріс Гарднер створили про шимпанзе Уошо серію з трьох чорно-білих фільмів під збірною назвою «Розвиток двостороннього спілкування з шимпанзе Уошо» (англ. Development of Two-Way Communication
with the Chimpanzee Washoe) :
- «Навчання шимпанзе Уошо жестової мови» (англ. Teaching Sign Language to the Chimpanzee Washoe), 48 хвилин
- «Поведінковий розвиток у шимпанзе Уошо» (англ. Behavioral Development in the Chimpanzee Washoe), 45 хвилин
- «Тестування словника шимпанзе Уошо» (англ. Testing the Vocabulary of the Chimpanzee Washoe), 30 хвилин

## Схожі проекти
Проекту з шимпанзе Німом Чимпськи не вдалося відтворити результати Уошо. Невдачу приписують поганий методології навчання й тому, що Нім постійно перебував у ізоляції в лабораторних умовах протягом його життя.